# فرانكي أرتوس
فرانكي أرتوس (بالإنجليزية: Frankie Artus)‏ هو لاعب كرة قدم بريطاني في مركز الوسط، ولد في 27 سبتمبر 1988 في برستل في المملكة المتحدة. لعب مع غريمسبي تاون ونادي إكزتر سيتي ونادي باث سيتي ونادي بريستول سيتي ونادي برينتفورد ونادي تشيسترفيلد ونادي تشيلتنهام تاون ونادي كيترينغ تاون ونادي هيرفورد.

## وصلات خارجية
- فرانكي أرتوس على موقع قاعدة بيانات كرة القدم.إي يو (الإنجليزية)
- فرانكي أرتوس على موقع Soccerbase.com (لاعب) (الإنجليزية)
- فرانكي أرتوس على موقع Soccerway.com (الإنجليزية)